# Édouard Carouy
Édouard Carouy (Lens-sur-Deudre (Bélgica), 28 de enero de 1883-27 de febrero de 1913) fue un anarquista ilegalista francés que en la segunda década del siglo XX formó parte de la banda de Jules Bonnot, una organización anarquista que actuó en una serie de acciones violentas (asaltos y estafas) contra las élites francesas entre los años de 1911 y 1913.

## Primeros años
Carouy tenía apenas tres años cuando su madre murió, hecho que acaba por lanzarlo a una infancia miserable. Antes de completar 12 años pasó a trabajar en una fábrica donde poco después conocería a Victor Serge. 